# Vanishing Staircase
De Vanishing Staircase (Nederlands: Verdwijnende Trap) is een ecologisch kunstwerk in het Utrechtse Zocherpark. Het werk symboliseert het besef dat mensen, dieren en planten naast elkaar leven, in tegenstelling tot de hiërarchie waarbij mensen het belangrijkste zijn, gevolgd door de dieren en daarna de planten. Het kunstwerk kostte ruim 243.000 euro, waarvan 100.000 euro werd geschonken door het Mondriaan Fonds en de rest betaald werd door de gemeente.

## Beschrijving
Het kunstwerk loopt vanaf de achterkant van het Centraal Museum tot aan het water van de singel. Het werk is een folly; het lijkt op een trap, maar de treden zijn gekanteld. In de voegen tussen de treden zitten verschillende Utrechtse muurplantsoorten, onderverdeeld in zeven of acht ecozones; zoals de tongvaren, eikvaren, steenbreekvaren, muurpeper, tripmadam, muurleeuwenbek, gele helmbloem, klein glaskruid en kruipklokje.

## Geschiedenis
In 2018 werd het kunstwerk vervaardigd door Birthe Leemeijer. Sindsdien wordt het onderhouden door vrijwilligers van bewonersgroep Vergroening Singels030.
In 2021 werd het kunstwerk vernietigd door een gemeentewerker met een onkruidbrander. De inhuurkracht van de plantsoenendienst was niet op de hoogte dat het om een kunstwerk ging, en zag het aan voor onkruid. De gemeente spreekt van een 'menselijke fout' en heeft toegezegd alle schade te vergoeden. Ook zullen er waarschuwingsbordjes geplaatst worden om aan te geven dat het een kunstwerk is.